# Clare Strand
Clare Strand, née en 1973 à Brighton, est une photographe britannique,,.

## Biographie
Clare Strand naît dans le Surrey en 1973 et étudie à l'université de Brighton de 1992 à 1995. Elle obtient un master en photographie artistique du Royal College of Art à Londres en 1998.

## Citation de l'artiste
« Mon objectif est de prendre à partie la photographie en soulignant ses multiples usages et limitations : je me tiens en permanence à la limite entre l’évidence et l’absurde. »

## Expositions
- The Discrete Channel with Noise, CPIF, Pontault-Combault, 2018
- Visages. le portrait photographique en Europe depuis 1990[6], Palais des Beaux Arts de Bruxelles, 2015
- Victoria and Albert Museum, Londres, 2012
- Museum Folkwang, Essen, 2009